# 昭和通り (桐生市)
昭和通り（しょうわどおり）は、群馬県桐生市堤町から錦町を経て境野町の境橋に至る道路の通称である。全区間が都市計画道路「昭和通り線」に含まれ、錦町十字路交差点より東の区間は群馬県道・栃木県道67号桐生岩舟線の一部となっている。

## 概要
桐生市の西・南・境野地区を北西から南東方向にかけて貫く幹線街路で、堤町の群馬県道3号前橋大間々桐生線から南東に進み、巴町二丁目で南に折れ、稲荷町で再び南東に向きをかえて境野町に至る。群馬県道・栃木県道67号桐生岩舟線の区間はかつて国道50号に属したため、「旧50号」とも呼ばれている。
おりひめバス境野線が、桐生駅北口から錦町十字路・新宿一丁目・境野町七丁目の消防南分署前を経て松原橋方面を結んでおり、新宿一丁目や境野公民館前などにバス停が設置されている。また、川内線の一部の便が元宿町バス停を経由している。
毎年1月1日に行われる全日本実業団対抗駅伝競走大会（ニューイヤー駅伝）の走路の一部で、松原橋線から南分署前で当路線に入って北西に進み、稲荷町で新川橋線を南西に進んで桐生中継所に至る経路となっている。

## 交差・接続する道路
- 堤町二丁目・宮前町一丁目 - 赤岩線（群馬県道3号前橋大間々桐生線）
- 元宿町 - 美原通り
- 巴町二丁目 - 桐生駅南線、コロンバス通り（新川北線）
- 桐生高校前 - 新川南線
- 美原町東 - 清瀬通り（桐生大橋線）
- 稲荷町 - 新川橋通り
- 錦町十字路 - 錦町通り（群馬県道68号桐生伊勢崎線）
- 新宿一丁目 - 新浜通り
- 新宿二丁目 - 中通り（中通り線・中通り大橋線）
- 境野町一丁目 - 昭和橋線（群馬県道332号桐生新田木崎線）
- 境野町六丁目 - 小友線
- 境野町七丁目 消防南分署前 - 松原橋線（群馬県道316号桐生太田線）

## 沿線
- 白髭神社
- 元宿浄水場
- 桐生メディカルセンター
- 群馬県立桐生高等学校
- 桐生市立図書館
- 樹徳中学校
- 大和病院
- 藤掛屋 栗まんじゅう店
- シャトレーゼ 桐生店
- 朝倉染布
- 桐生大学附属幼稚園
- 桐生市立南小学校
- 群馬銀行 桐生南支店
- 土田産業 色創館
- 戸田書店 桐生店
- セブン-イレブン 桐生新宿店
- ミスタードーナツ 桐生ショップ
- 桐生市立南公民館
- すき家 桐生新宿店
- 桐生市総合福祉センター（旧桐生市立南中学校）
- 境野町交番
- もち吉 桐生店
- 境野町二丁目関根会館
- ウエルシア 桐生境野店
- ベイシア 桐生境野店
- 桐生境野町郵便局
- 桐生市立境野公民館
- 桐生信用金庫 境野支店
- 桐生市立境野小学校
- 桐生市立境野中学校
- ヤオコー 桐生境野店
- ローソン 桐生境野町六丁目店
- イエローハット 桐生境野店
- セブン-イレブン 桐生境野店
- 桐生消防署南分署